# Tioketon

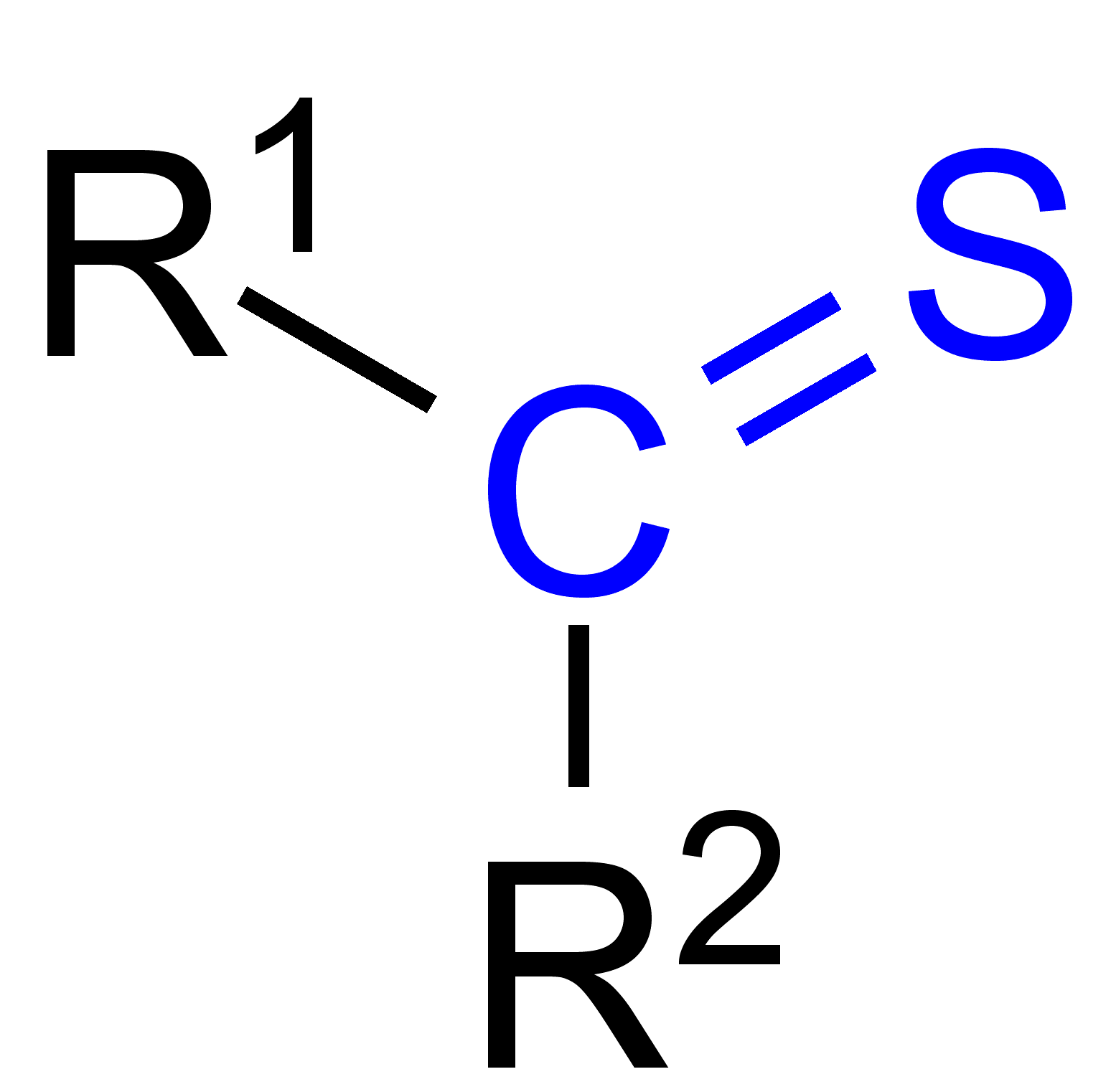
Den generella strukturformeln för en tioketon.

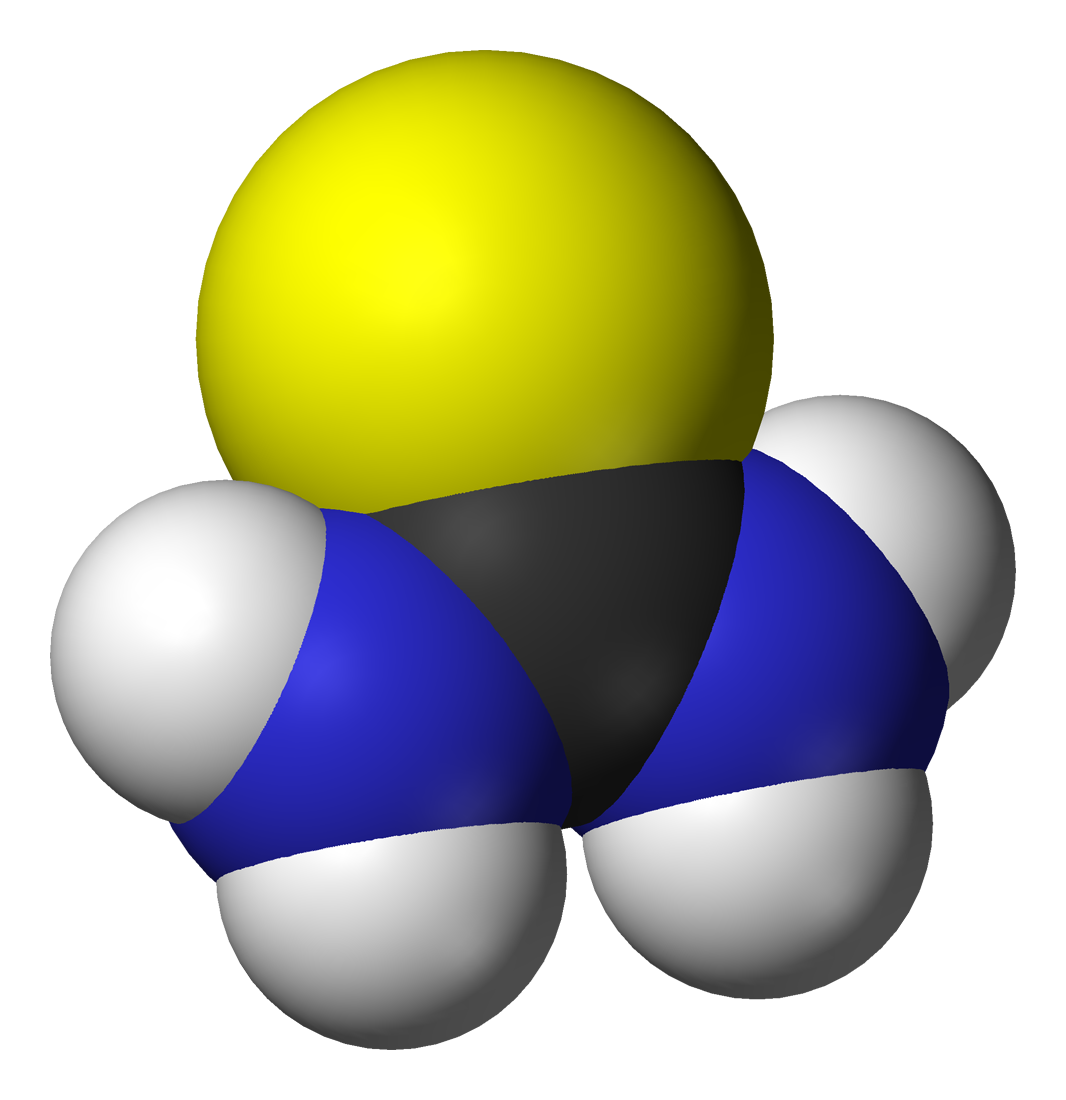
Tiourea är ett exempel på en tioketon.

En tioketon eller tion är en funktionell grupp som är analog med keton. Det som skiljer en tioketon från en keton är att en svavelatom har tagit syreatomens plats.
Tioketoner är ofta instabila och bildar polymerer eller heterocykliska föreningar.